# Guyot Reed
Pour les articles homonymes, voir Reed.
Le guyot Reed, également appelé banc Reed, banc Recto et plusieurs autres noms (en anglais Reed Tablemount ou Reed Bank ou Recto Bank, en tagalog Recto Bank ou Reed Bank, en mandarin Lǐ yuè tān (en sinogrammes 礼乐滩), en vietnamien Bãi Cỏ Rong), est un vaste mont tabulaire sous-marin ou guyot située dans la mer de Chine méridionale, au nord-est de Dangerous Ground et au nord-est des îles Spratleys. Il couvre une superficie de 8 866 km2, mais avec des profondeurs comprises entre seulement 9 et 45 mètres. La zone submergée mais riche en hydrocarbures comprend le banc Nares et le banc Marie Louise.
Bien que la Cour permanente d'arbitrage ait statué en 2016 que la zone faisait partie de la zone économique exclusive des Philippines (en), les droits économiques sur la zone continuent d'être contestés – principalement par la république populaire de Chine – et l'exploitation des réserves d'hydrocarbures par les Philippines a été suspendue en 2015.
Le guyot se trouve dans le quadrant nord-est du territoire revendiqué par les Philippines dans le cadre de la municipalité de Kalayaan, qui comprend également la plupart des parties nord et est des îles Spratleys. La zone est située au large de la côte nord-ouest de Palawan, au nord du récif Iroquois, du récif Pennsylvania et des récifs Southern, et à l'est de la partie nord des îles Spratleys. Les éléments occupés les plus proches des îles Spratleys sont l'île Plane, l'île Nanshan et le banc Second Thomas occupés par les Philippines, ainsi que le récif Mischief occupé par la république populaire de Chine,.

## Histoire
À la suite de l'occupation chinoise du récif Mischief au milieu des années 1990, une péniche de débarquement navale philippine datant de la Seconde Guerre mondiale (LST 57 - Sierra Madre) s'est délibérément échouée sur le banc Second Thomas en 1999 pour maintenir un avant-poste naval philippin. dans la région, plus de 15 ans plus tard, il est toujours occupé par une douzaine de Marines philippins.
En juin 2019, un bateau de pêche philippin a été heurté et coulé par un bateau de pêche chinois (en). Les Forces armées des Philippines ont déclaré qu'elles pensaient qu'il s'agissait d'une attaque délibérée étant donné la nature de l'incident, le navire philippin à coque en bois Gimver 1 était au mouillage lorsqu'il a été heurté, et le navire chinois à coque en acier qui l'a heurté n'a pas réussi à s'arrêter et à offrir de l'aide après l'incident. Les 22 membres d'équipage ont dû être secourus du navire en perdition par un bateau de pêche vietnamien voisin qui a répondu à leurs appels de détresse.

## Pétrole, gaz et concession SC72
Les études sismiques indiquent que le guyot Reed est riche en gisements de pétrole et de gaz naturel, mais ceux-ci n'ont été que partiellement exploités en raison de revendications contestées de divers pays, plus particulièrement de la république populaire de Chine.
L'exploration dans la zone a commencé en 1970, et en 1976 du gaz a été découvert dans la structure de Sampaguita à la suite du forage d'un puits. Au total, trois puits ont été forés à ce jour, tous situés à l'extrémité sud-ouest de la structure initiale. Une concession de 2 ans du gouvernement des Philippines pour extraire les ressources (SC72, anciennement GSEC101) a été attribuée à Sterling Energy PLC en juin 2002. En avril 2005, Forum Energy PLC a acquis la concession de Sterling et est devenue son opérateur. Forum Energy PLC est une société d'exploration pétrolière et gazière cotée basée à Londres et axée sur les Philippines ; elle est détenue à 64,45 % par Philex Petroleum Corporation. En février 2010, la licence a été convertie en un contrat de service. En février 2011, Forum Energy PLC a commencé une étude géophysique dans la zone de licence SC 72. En mars de cette même année, deux patrouilleurs de la Marine chinoise ont menacé d'éperonner les navires de Forum Energy PLC, leur ordonnant de quitter la zone au motif que le guyot Reed était en panne. sous la juridiction de la république populaire de Chine. Forum Energy PLC a choisi de cesser ses opérations sur place face à l'agression chinoise.
En juillet 2011, le Département de l'énergie des Philippines a approuvé le démarrage d'une phase de 2 ans du projet menant au forage de 2 puits, et les préparatifs ont commencé. Cependant, le gouvernement de la république populaire de Chine a également accordé des droits d'exploration sur la zone. La China National Offshore Oil Corporation (CNOOC), propriété de l'État de la république populaire de Chine, s'est opposée à l'accord philippin. Les approbations requises du DOE philippin pour commencer le forage n'ont pas été délivrées et le projet a été suspendu.
En mai 2012, le président-directeur général de Philex, « MVP » (Manuel V. Pangilinan (en)), a fait une offre à CNOOC, que CNOOC a refusée. D'autres réunions ont eu lieu entre Philex et CNOOC, mais le projet reste en suspens.